# Isochariesthes ludibunda
Isochariesthes ludibunda là một loài bọ cánh cứng trong họ Cerambycidae.